# Språngskikt

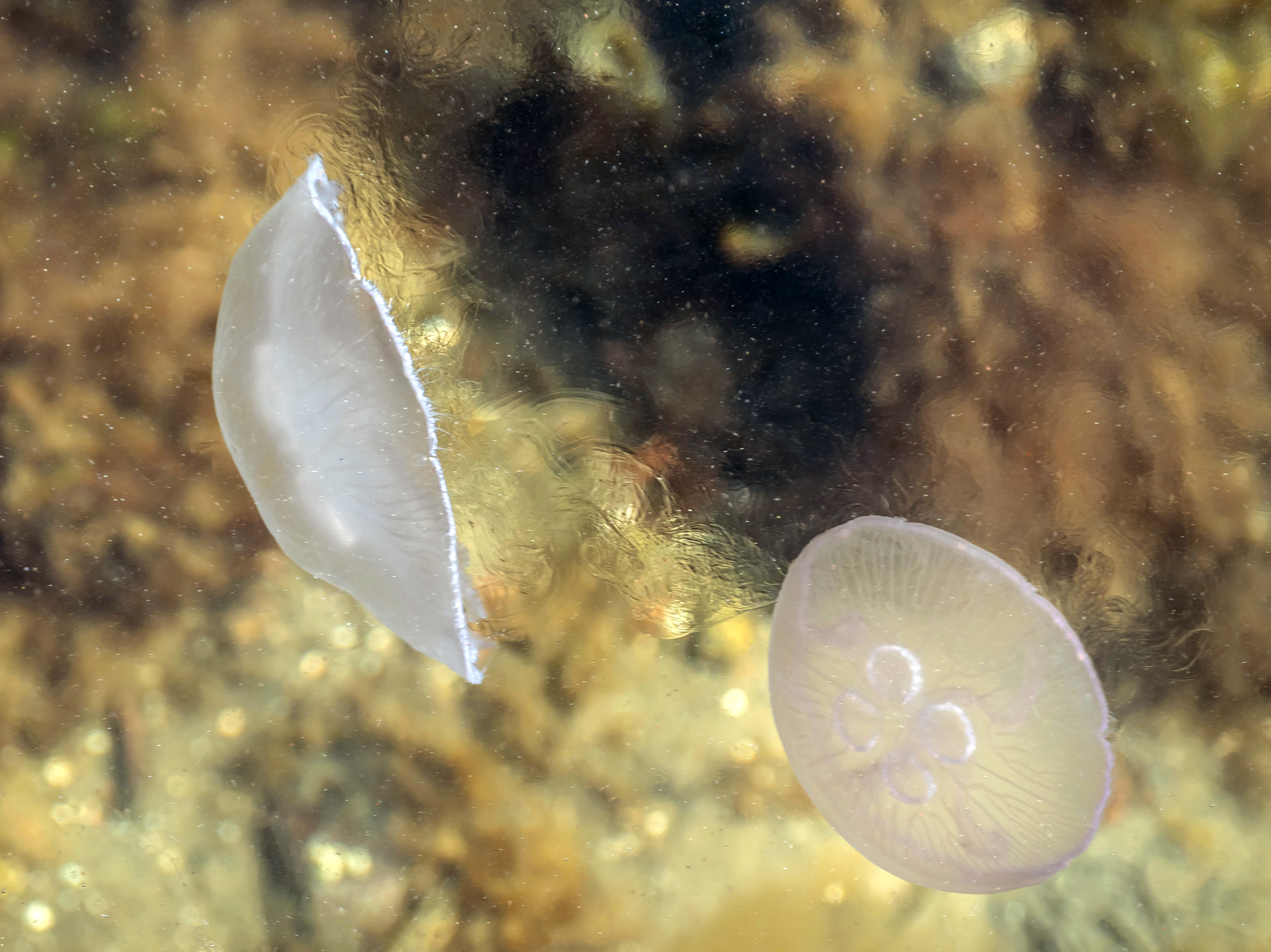
Öronmaneter rör upp språngskiktet mellan varmt och kallt vatten nära ytan i Gullmarsfjorden vid Sämstad, Sverige

Språngskikt är en skarp horisontell gräns mellan olika vattenmassor. Gränsen kan uppstå genom att vattenmassorna har olika temperatur, termoklin, olika salthalt, haloklin eller kombination av dessa fysiska egenskaper. Skillnad i temperatur eller salthalt skapar skillnad i densitet vilket gör att den lättare vattenmassan 'flyter ovanpå' den tyngre. Gränsen mellan vattenmassorna är relativt stabil och vattenutbytet genom språngskiktet är relativt begränsat.
Skiktningen av ytvatten drivs främst av årstiderna och lokala väderförändringar. Under höst och vinter kyls ytvattnet ner vilket ökar densiteten och därmed sjunker vattenmassan ner och blandar om vattenpelaren. Vid våren och sommaren värms sedan ytvattnet upp igen och skiktningen blir väldigt tydlig. Djupvatten är mindre känsligt för sådana korta förändringar och ändrar sig beroende på helt andra faktorer. I öppet hav ändras språngskikten främst efter temperatur och tryck eftersom salthalten är relativt stabil över hela vattenpelaren. Områden med stort inflöde från sötvattenskällor såsom havsmynningar och insjöar blir ännu mer beroende av årstider och klimatförändringar då smältvatten på våren kan innebära ett inflöde av vatten med annan densitet. Detta är väldigt tydligt i Östersjön där det nya sötvattnet inte tränger särskilt långt ner i vattenpelaren på grund av den höga salthalten på botten som skapar väldigt tydliga språngskikt.
Språngskikt försvinner över tid till följd av längre perioder av stagnation, d.v.s inget nytt inflöde av vatten, där endast lokal omrörning och diffusion av vattnet förekommer och densiteten jämnas ut över vattenpelaren, vilket förekommer i exempelvis tröskelfjordar. Ett annat sådant område är Östersjön, där nytt saltvatten endast kommer från de smala grunda sunden mellan Danmark och Sverige. Språngskikt kan återkomma till dessa platser ifall ett vattenbyte sker, antingen genom inflöde eller som efterföljd av storm. Global uppvärmning har lett till att vattnets densitet på många platser har minskat, vilket reducerar utbytesfrekvensen av djupvatten.
En dykare kan se språngskiktet som att vattnet blir 'simmigt' (som citronsaft) just i språngskiktet.
I Kattegatt där skiktningen är kraftig och skiktet nära bottnen är tunt kan syret i bottenvattnet, efter en kraftig algblomning, ta slut och organismer dö av syrebrist, så kallad bottendöd. Det samma kan ske i områden där språngskikten är väldigt kraftiga samtidigt som det är för djupt för syreproducerande växter. I ytvattnet kan det istället ske en näringsbrist ifall vattnet inte blandas om efter att alla näringsämnen konsumerats.
I världshavet är vattnet ner till 200 meters djup ett lager som skiljs med ett språngskikt från de djupare, kallare vattnen. För många djur är det svårt att anpassa sig till plötsliga förändringar i temperatur eller salthalt, så de blir i praktiken hänvisade till att hålla sig på den ena eller den andra sidan. En stabil temperatur eller salthalt är lika viktig för havets fiskar som för fiskar i ett akvarium. I stormiga, upprörda hav är förstås språngskiktet mycket mindre utpräglat, och där är skillnaden mellan djupvatten och ytvatten inte lika stor.
I sötvattensjöar kan språngskiktet mellan det uppvärmda ytvattnet och det kallare bottenvattnet kännas mycket tydligt när man simmar. När det regnar i havet kan man ofta se (om man dyker under ytan) en tydlig gräns mellan det sötare ytvattnet och det saltare vattnet under. I havet utvecklas ofta ett temperatursprångskikt vid ungefär 100 m, under sommaren, men det försvinner när höststormarna rör om i havet. På större djup ligger havsvattnets temperatur oftast runt 0-3 grader, året om.